# Drei Männer im Schnee (film, 1974)
Pour plus de détails, voir Fiche technique et Distribution.
Drei Männer im Schnee (en français, Trois hommes dans la neige) est un film allemand réalisé par Alfred Vohrer, sorti en 1974.
Il s'agit d'une nouvelle adaptation du roman Trois hommes dans la neige d'Erich Kästner.

## Synopsis
Le riche et excentrique Tobler, Geheimer Rat et propriétaire de plusieurs entreprises, participe et remporte un concours lancé par l'une de ses entreprises. Sous le pseudonyme de Schlüter, il remporte le deuxième prix : un séjour de dix jours au luxueux Grand Hotel de Bruckbeuren dans les Alpes.
Le premier prix est remporté par Fritz Hagedorn, rédacteur publicitaire au chômage, qui vit avec sa mère veuve et fait peu pour un travail occasionnel.
Avant de réclamer le prix, Tobler se transforme en Schlüter et assume la personnalité d'un pauvre homme. Son intention est de mener une étude sociologique. Tobler achète de vieux vêtements, usés et en lambeaux et parvient à se faire passer pour un démuni. Cependant, en tant que Geheimrat, il est à la fois pratique et pragmatique, et cherche à s'assurer qu'il conserve toujours l'accès à son luxe quotidien. Ainsi, il ordonne à son majordome, Johann Kesselhut, de s'installer dans le même hôtel, de se faire passer pour un homme riche et lui interdit de reconnaître son maître.
La fille de Tobler, Hilde, n'aime pas l'idée, les arrangements et ces plans. Elle partage son malaise avec leur femme de ménage de longue date, Mme Kunkel, et ils décident qu'Hilde devrait avertir la direction de l'hôtel du projet de son père. Mais, quand Hilde téléphone à la direction de l'hôtel, les lignes téléphoniques défectueuses brouillent le message. La direction de l'hôtel considère donc Hagedorn, le lauréat du premier prix, comme l'homme riche vivant déguisé et décide de le traiter somptueusement. Schlüter doit dormir dans une petite chambre mansardée, sans chauffage, harcelé par le personnel et utilisé pour des travaux occasionnels. Kesselhut essaie d'aider autant qu'il le peut, et finalement après quelques jours, décide d'informer Hilde. Hagedorn, Schlüter et Kesselhut se lient néanmoins, et Hagedorn et Schlüter deviennent amis : un jeune homme peu habitué au luxe partage ce qu'il a avec le vieil homme pauvre et sans ressources.
Quand Hilde apprend comment son père est traité, elle se rend immédiatement à l'hôtel de Bruckbeuren avec Mme Kunkel qui se fait passer pour sa tante. Au Grand Hotel, elle est choquée de voir comment son père est maltraité. Elle tombe amoureuse de Hagedorn, ne sachant pas qu'il a aussi un secret, sa pauvreté. La romance entre Hilde et Hagedorn fleurit rapidement au point qu'ils envisagent de se marier. Pourtant, quelques jours plus tard, Tobler devient si dégoûté par le harcèlement quotidien de l'hôtel qu'il n'en peut plus et retourne rapidement à Berlin avec sa fille, son majordome et la femme de ménage. Le départ soudain, sans préavis ni information, laisse Hagedorn confus et attristé.
Hagedorn, amoureux et déprimé, revient à Berlin pour chercher Hilde. Ignorant son vrai nom, la recherche est vaine. Et, un jour, à la surprise d'Hagedorn, lui et sa mère sont invités par l'inconnu Tobler pour un dîner.
Quand ils arrivent, l'amitié forgée entre Tobler, Hagedorn et Kasselhut se renforce. Hilde s'identifie comme la fille de Tobler. Tobler apprend alors qu'il possède déjà le grand hôtel : il l'a acheté et limogé rapidement la direction.

## Fiche technique
- Titre original : Drei Männer im Schnee
- Réalisation : Alfred Vohrer assisté d'Eva Ebner
- Scénario : Manfred Purzer
- Musique : Peter Thomas
- Costumes : Ina Stein
- Photographie : Charly Steinberger (de)
- Son : Peter Beil
- Montage : Ingeborg Taschner
- Production : Ludwig Waldleitner
- Société de production : Roxy Film
- Société de distribution : Constantin Film
- Pays d'origine :  Allemagne de l'Ouest
- Langue : allemand
- Format : couleur - 1,66:1 - mono - 35 mm
- Genre : comédie
- Durée : 81 minutes
- Dates de sortie :
  -  Allemagne de l'Ouest : 13 mars 1974
  - Le film n'est jamais sorti dans un pays francophone[1].

## Distribution
- Klaus Schwarzkopf : Otto Tobler
- Roberto Blanco : Titus
- Thomas Fritsch : Boris Dorfmeister
- Susanne Beck (de) : Susanne Tobler
- Grit Boettcher : Mme Casparius
- Lina Carstens : Mme Tobler
- Elisabeth Volkmann : Mme Mallebré
- Herbert Fleischmann : Zenkel
- Ingrid Steeger : Gundula von Wolzogen
- Fritz Tillmann : Kühne
- Gisela Uhlen : Mme von Wolzogen
- Klaus Grünberg : Ferry
- Franz Muxeneder : Le commissaire
- Rainer Basedow : Le serveur
- Dieter Augustin (de) : Le barman
- Max Strecker (de) : Eduard Schulze
- Ursula Reit (de) : Wondraschek, la standardiste
- Benno Hoffmann : Leo Plotte
- Bruno W. Pantel : Richter
- Ulrich Beiger : Le procureur
- Joachim Hackethal (de) : L'homme au bar
- Rolf Castell (de) : Anton

## Production
Le tournage a lieu du 17 décembre 1973 au 15 février 1974 à Munich, Gurgl et Heroldsbach.

## Source de traduction
- (de) Cet article est partiellement ou en totalité issu de l’article de Wikipédia en allemand intitulé « Drei Männer im Schnee (1974) » (voir la liste des auteurs).